# Talatjyn
Talatjyn (vitryska: Талачын), även känd som Tolotjin, är en stad i Vitsebsks voblast i nordöstra Belarus.